# Бъзовица
Бъзовица е село в Западна България. То се намира в община Трекляно, област Кюстендил.

## География
Село Бъзовица се намира в планински район, в Западна България, в областта Кюстендилско Краище, в източните склонове на Милевска планина, по долината на река Шипковичка (Базовичка), на около 25 км северно от общинския център село Трекляно. Надморската височина в центъра на селото е около 950 м. Махали: Говедарници, Въртинци, Георгинци, Дънковци, Пшенци, Босикинци и др.

## Население
| Година    | 1880 | 1900 | 1926 | 1934 | 1946 | 1956 | 1965 | 1975 | 1984 | 2008 |
| Население | 175  | 334  | 238  | 343  | 296  | 192  | 104  | 84   | 57   | 32   |

Численост и дял на етническите групи според преброяването на населението през 2011 г.:
|                     | Численост | Дял (в %) |
| Общо                | 18        | 100,00    |
| Българи             | 17        | 94,44     |
| Турци               | 0         | 0,00      |
| Цигани              | 0         | 0,00      |
| Други               | 0         | 0,00      |
| Не се самоопределят | 0         | 0,0       |
| Неотговорили        | 1         | 5,55      |

## История
Няма данни за възникването на селището. В околностите на селото в местностите „Зидини“ и „Криви падини“ има следи от късноантични селища.
Село Бъзовица е старо средновековно селище, регистрирано в турски данъчни документи от средата на XV век под името Бозовик, като тимар към нахия Знепол с 30 домакинства и 3 вдовици. В списъка на джелепкешаните от 1576-77 г. е записано селище Базовиче към кааза Ълъджа (Кюстендил) с 3 данъкоплатци.
Предполага се че то може да е неидентифицираното село Бъзово, споменато в Рилската грамота от 1378 г.
През 1893 г. селото има 10246 декара землище, от които 9263 дка гори, 893 дка ниви, 90 дка естествени ливади и се отглеждат 296 овце, 213 кози, 88 говеда и 20 коня. Основен поминък на селяните са земеделието и животновъдството. Развити са домашните занаяти.
В селото има училище от 1919 г. През 1958 г. е учредено ТКЗС „Устрем“, което от 1961 г. преминава в ДЗС – Трекляно, от 1979 г. в АПК „Краище“, което от 1983 г. е в състава на ЦКС. Селото е електрифицирано (1965) и водоснабдено.
Активни миграционни процеси.

## Исторически, културни и природни забележителности
- Оброк „Света Троица“. Намира се на около 2 км северно от кметството, в местността „Църквище“ при махала Говедарци. На мястото, между няколко стари крушови дървета има следи от стара църква.
- Оброк. Намира се на около 800 метра северозападно от кметството, в местността „Света вода“.

## Религии
Село Бъзовица принадлежи в църковно-административно отношение към Софийска епархия, архиерейско наместничество Кюстендил. Населението изповядва източното православие.

## Редовни събития
Ежегодно се провежда събор в първата събота от месец септември.всички са добре дошли на нашия празник

## Личности
- Д-р Ставре Крумов Милачков – лекар
- Ненчо Спасов Димитров – военен летец, офицер от запаса